# Wełyka Snitynka
Wełyka Snitynka (ukr. Велика Снітинка) – wieś na Ukrainie, w obwodzie kijowskim, w rejonie fastowskim, w hromadzie Fastów. W 2001 liczyła 2625 mieszkańców.